# Rande (Felgueiras)
Rande ist ein Ort und eine ehemalige Gemeinde (Freguesia) im portugiesischen Kreis Felgueiras. Die Gemeinde hatte 978 Einwohner (Stand 30. Juni 2011).
Am 29. September 2013 wurden die Gemeinden Rande, Sernande und Pedreira zur neuen Gemeinde União das Freguesias de Pedreira, Rande e Sernande zusammengeschlossen.